# Chiesa di San Giovanni Battista (Bondeno)
La chiesa di San Giovanni Battista è una chiesa sussidiaria a Bondeno, in provincia di Ferrara. Risale al XVI secolo.

## Storia
L'edificio sacro venne eretto a Bondeno in seguito ad un lascito testamentario nel 1530, e venne pensato per i padri Carmelitani Scalzi.
Nel XVII secolo fu rifatta la facciata secondo lo stile barocco, che in quel tempo influenzava l'architettura.
Attorno alla metà del XVIII secolo l'edificio sacro, col convento che gli stava accanto, venne chiuso perché molti ordini religiosi erano stati soppressi e fu utilizzato per scopi diversi, come deposito, caserma e ospedale. Circa un secolo dopo le sue condizioni risultarono pessime e si decise di provvedere al suo restauro. Fu così possibile riaprirla alle funzioni religiose nel 1852. Alla fine del secolo poi si effettuarono interventi conservativi sulla facciata.
Un ciclo di restauri interessò la chiesa tra 1980 e 2010, quando vennero realizzati un consolidamento strutturale limitato e la ritinteggiatura ma non furono attuati interventi più attenti alla sua stabilità e, quando si verificò il terremoto dell'Emilia del 2012, la chiesa ne risultò fortemente compromessa e fu dichiarata inagibile, in attesa di lavori di ripristino.